# Komplizierte Trauer
Die komplizierte Trauer wird auch als „anhaltende Trauerstörung“ oder „pathologische Trauer“ bezeichnet und ist eine Komplikation der „normalen“ Trauer. Dieser Begriff beschreibt einen Verlauf der Trauer, bei dem auch nach Monaten (mindestens sechs Monate) oder Jahren Hinterbliebene nicht in der Lage sind, den Tod eines Menschen zu akzeptieren und die Trauer in ihr Leben zu integrieren. Bei der Entstehung der komplizierten Trauer gibt es immer einen konkreten Auslöser – den Tod einer nahestehenden Person.

## Symptomatik
Da Trauer nie linear und schematisch verläuft und in ihrem Verlauf unterschiedliche Ausprägungen zeigt, und auch wegen der emotionalen Instabilität der Betroffenen, können die folgenden Kriterien der komplizierten Trauer nur nach längerer Beobachtung zu einer Diagnose führen.
Der Trauerverlauf ist ungewöhnlich intensiv und deutlich verlängert. Obwohl seit dem Tod einer nahestehenden Person viel Zeit vergangen ist, bleibt eine große Sehnsucht und ein überwältigender Schmerz, ein großer Leidensdruck, der zu Identitätsverlust, Hoffnungslosigkeit und Sinnlosigkeit führt. Eine große Einsamkeit und ein Gefühl der Surrealität entstehen. Das Vertrauen in das Leben existiert nicht mehr, die Zukunft findet nicht mehr statt. Das Leben ist leer und bedeutungslos geworden. Die Menschen ziehen sich zurück, sind antriebsschwach; im Extremfall werden soziale Kontakte vermieden oder sogar abgebrochen. Die Trauernden sind tief verzweifelt und emotional isoliert. Die Todesumstände werden in einer Endlosschleife immer wieder durchdacht. Hier können Schuldgefühle und Wut über den Verlust entstehen. Entweder beschäftigen sich die Trauernden intensiv mit der verstorbenen Person, oder es wird vermieden, sich zu erinnern, da der Kontrollverlust wieder zu Traurigkeit, Weinen und Niedergeschlagenheit führt.
Um dem Kontrollverlust entgegenzuwirken, versuchen sich die Trauernden abzulenken, was im Extremfall zu Hyperaktivität und zur totalen körperlichen Erschöpfung führt.
Die Trauer wird immer wieder durch interne oder externe Auslöser reaktiviert. Diese Auslöser sind meist Erinnerungen, Orte, Gegenstände, Gerüche oder Situationen, die mit der verstorbenen Person in Verbindung gebracht werden. Dies können sowohl positive wie auch negative Dinge oder Erinnerungen sein. Kalendarische Daten wie der Todestag, Geburtstag, Feiertage oder der Hochzeitstag sind ebenfalls Trauerauslöser.
Zu der psychischen Belastung kommen auch verschiedene körperliche Symptome wie totale Erschöpfung, Herz-Kreislauf Beschwerden („Broken Heart Syndrom“), ständige Müdigkeit, Konzentrationsprobleme, Appetitlosigkeit oder Fressattacken, Gliederschmerzen, Kopfschmerzen, Nervenschmerzen, Schwindel, Schlafstörungen, Frieren usw.
Die Sterblichkeit und Suizidrate sind bei Hinterbliebenen, die einen komplizierten Trauerverlauf haben, deutlich erhöht.
Im Jahr 2023 sind nach den Angaben des Statistischen Bundesamtes 1,02 Millionen Menschen in Deutschland verstorben; durchschnittlich trauern drei Personen um einen Menschen.
Ca. 4 % aller Trauernden entwickeln eine komplizierte Trauer, das sind etwa 120.000 Menschen pro Jahr in der Bundesrepublik Deutschland. Eine unerkannte, unbehandelte komplizierte Trauer kann in ihrer Folge zu Alkoholismus, Verwahrlosung und Medikamenten- oder Drogenmissbrauch führen und weitere psychische Folgeerkrankungen z. B. Angststörungen oder Depressionen nach sich ziehen.

## Forschung
Rita Rosner, Birgit Wagner, Hansjörg Znoi, Gabriele Pfoh, Willi Butollo, Paul A. Boelen und andere Wissenschaftler haben in mehreren empirischen Untersuchungen festgestellt, dass es außer dem natürlichen Verlauf des Trauerprozesses auch eine Gruppe von Menschen gibt, bei denen die Trauer auch nach langer Zeit nicht weniger wird.
Dabei sind verschiedene Faktoren von signifikanter Bedeutung:
- Beziehungsintensität und Verwandtschaftsgrad
- Sehnsucht und Verlangen nach der verstorbenen Person
- Emotionale Bindung zur verstorbenen Person
- Verbundenheit zur verstorbenen Person
- Bei Tod eines Kindes – keine weiteren Geschwister
- Bestehende psychische Vorerkrankungen
- Trennungsangst
- Umstände des Todes
- Resilienz der Trauernden
- Vorherige oder weitere Todesfälle
- Mangelnde soziale Unterstützung

Sekundärkriterien
- Finanzielle Probleme
- Berufliche Probleme
- Religiöse Normen
- Wertvorstellungen über das Leben

Seit einiger Zeit versuchen verschiedene Untersuchungen zur komplizierten Trauer eine Änderung des ICD 11 zu erwirken, dahingehend, dass diese Menschen fachgerechte Unterstützung erhalten und nicht länger analog anderer psychischen Erkrankungen wie Depressionen oder posttraumatischen Belastungsstörungen behandelt werden.
Komplizierte Trauer unterscheidet sich signifikant von den oben beschriebenen Krankheitsbildern und gehört deshalb in die Hände eines fachkundigen Therapeuten.
Ziel der therapeutischen Intervention sollte hier nicht die „Heilung“ des Patienten, sondern die Akzeptanz und Integration von Tod, Verlust und Trauer in das Leben der Trauernden sein. Dazu ist eine Anpassung an die neue Situation erforderlich, damit das Leben wieder lebenswert wird. Dies ist aber niemals die Auflösung der Beziehung zur verstorbenen Person. Die Förderung von Selbstakzeptanz und Eigenverantwortung ist ebenso hilfreich wie die Auseinandersetzung mit dem eigenen Trauererleben. Das schließt auch die Akzeptanz des Kontrollverlustes mit ein. Auch die Wiedererlangung von Lebensfreude und Hoffnung in eine Zukunft ohne den Verstorbenen sollte hier das maßgebliche Ziel sein. Unterstützung und Fremdakzeptanz durch das soziale Umfeld ist da sicherlich hilfreich. Deshalb sollten auch Familie, Freunde und sonstige behandelnde Ärzte über diese Themen aufgeklärt werden. Das ist natürlich für Patienten und Angehörige erst einmal schwer zu akzeptieren, wenn es keine Medikamente oder Therapien gibt, die Heilung versprechen. Der Respekt vor den Verstorbenen und den Trauernden kann nur dadurch gewährleistet sein, dass ein Umdenken und ein neuer Umgang mit trauernden Menschen erfolgt.
Hierfür ist Aufklärung und Informationen notwendig, die nicht erst dann stattfinden sollte, wenn der Trauerfall eingetreten ist, sondern es bedarf einer grundsätzlichen Überprüfung dessen, wie in der Gesellschaft mit diesen Themen umgegangen wird.
Eine Enttabuisierung der Themen Tod und Trauer und auch ein Heranführen künftiger Generationen an dieses Thema ist erforderlich, sodass sie genauso selbstverständlich werden wie die Geburt eines Menschen. Tod und Trauer sind immer noch stigmatisiert; auch dadurch sind die Trauernden isoliert und einsam.
Leider gibt es bisher sehr wenige Therapeuten, die eine Aus- oder Fortbildung im Bereich der komplizierten Trauer aufweisen können. Eine medikamentöse Therapie war bei der Behandlung der komplizierten Trauer ineffektiv und sollte nur unterstützend eingesetzt werden.
Die meist ehrenamtlich arbeitenden Trauerbegleiter, die bei verschiedenen caritativen Organisationen helfen, sind oft fachspezifischer und wissenschaftlich aktueller ausgebildet und können eine erste hilfreiche Unterstützung für Menschen sein, die kein Verständnis in ihrem sozialen Umfeld erfahren und oft monatelang auf einen geeigneten Therapieplatz warten müssen.